# Themis (satelit ipotetic)

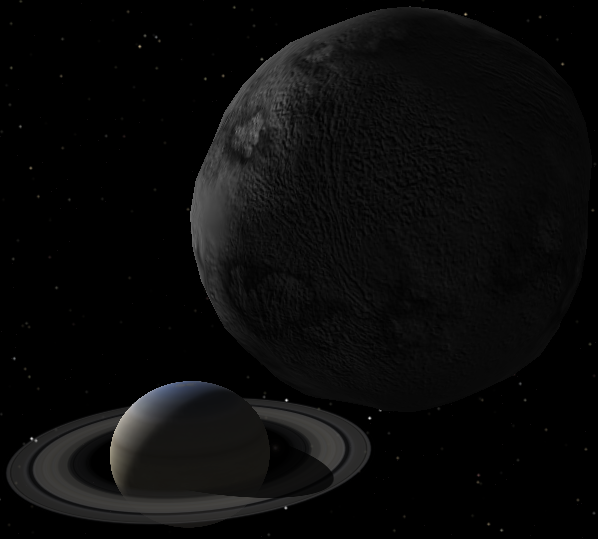
Impresie artistică a lui Themis

Pe 28 aprilie 1905, William H. Pickering, care cu șapte ani mai devreme a descoperit-o pe Phoebe, a anunțat descoperirea unui al zecelea satelit al lui Saturn, pe care l-a numit imediat Themis după zeița legii și ordinii divine din mitologia greacă. Plăcile fotografice pe care se presupune că a apărut, treisprezece în total, s-au întins pe o perioadă cuprinsă între 17 aprilie și 8 iulie 1904. Cu toate acestea, niciun alt astronom nu a confirmat vreodată afirmația lui Pickering.
Pickering a încercat să calculeze o orbită, care a arătat o înclinație destul de mare (39,1° față de ecliptică), o excentricitate destul de mare (0,23) și o semiaxă mare (1.457.000 kilometri (905.000 mi)) puțin mai mică decât cea a lui Hyperion. Se presupune că perioada sa a fost de 20,85 zile, cu mișcare progradă.
Pickering i-a estimat diametrul la 61 kilometri (38 mi), dar din moment ce a dat și 68 kilometri (42 mi) ca diametrul lui Phoebe, el supraestima în mod clar albedo-ul; folosind figura modernă pentru Phoebe îi dă lui Themis un diametru de 200 kilometri (120 mi).

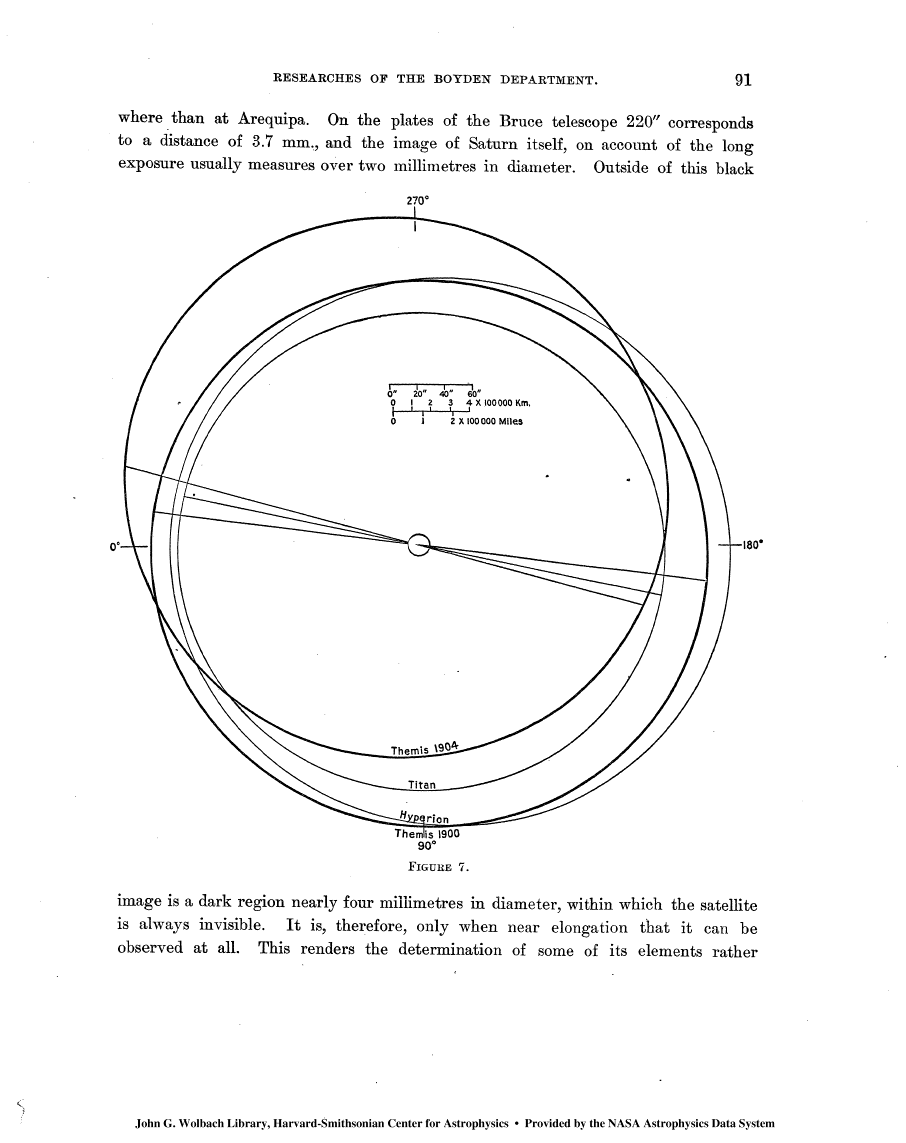
Două orbite posibile pentru Themis, calculate de W. H. Pickering

În mod ciudat, în aprilie 1861, Hermann Goldschmidt crezuse și el că descoperise un nou satelit al lui Saturn între Titan și Hyperion, pe care l-a numit Chiron. Nici Chiron nu există (cu toate acestea, numele a fost folosit mult mai târziu pentru cometa/asteroidul 2060 Chiron).
Pickering a fost distins cu Premiul Lalande al Academiei Franceze de Științe în 1906 pentru „descoperirea celui de-al nouălea și de-al zecelea satelit al lui Saturn”.
Al zecelea satelit real al lui Saturn (în ordinea descoperirii) a fost Janus, care a fost descoperit în 1966 și confirmat în 1980. Orbita sa este departe de presupusa orbită a lui Themis.
Există, de asemenea, un asteroid numit 24 Themis.

## Themis în ficțiune
- Philip Latham (pseudonimul lui Robert S. Richardson), în romanul său Missing Men of Saturn, Themis se ciocnește de Titan, „scăpând odată pentru totdeauna de mica pacoste”, potrivit introducerii.
- Romanul științifico-fantastic al lui John Varley, Titan, este plasat la bordul unei expediții către Saturn. Pe măsură ce se apropie de planetă și se pregătesc să intre pe orbită, astronomul de la bord descoperă un satelit nou. La început crede că a recuperat satelitul pierdut al lui Pickering, așa că îl numește Themis.
- Romanul lui Robert Anton Wilson, Trilogia pisicii lui Schrödinger, face frecvent referire la satelitul lui Pickering ca un satelit care se învârte „în sensul greșit” (adică retrograd) în jurul corpului său principal.
- Nelson S. Bond, în povestea sa de science-fiction din 1943 „The Ordeal of Lancelot Biggs”, explică că Themis dispare periodic când este ascuns de propriul său satelit, un corp invizibil cu „proprietatea particulară de a putea deforma undele luminoase în jurul său”.